# Metalaimus gracilus
Metalaimus gracilus är en rundmaskart som beskrevs av Hans August Kreis 1928. Metalaimus gracilus ingår i släktet Metalaimus och familjen Linhomoeidae. Inga underarter finns listade i Catalogue of Life.